# فرانك سوتون
فرانك سوتون (بالإنجليزية: Frank Sutton) هو ممثل أمريكي، ولد في 23 أكتوبر 1923 في الولايات المتحدة، وتوفي بنفس المكان في 28 يونيو 1974 بسبب نوبة قلبية.

## أعمال

### أفلام
- (1954) قصة جلين ميلر
- (1955) مارتي

## وصلات خارجية
- فرانك سوتون على موقع IMDb (الإنجليزية)
- فرانك سوتون على موقع ألو سيني (الفرنسية)
- فرانك سوتون على موقع تيرنر كلاسيك موفيز (الإنجليزية)
- فرانك سوتون على موقع أول موفي (الإنجليزية)
- فرانك سوتون على موقع قاعدة بيانات الأفلام السويدية (السويدية)
- فرانك سوتون على موقع إن إن دي بي (الإنجليزية)
- فرانك سوتون على موقع قاعدة بيانات الفيلم (الإنجليزية)
- فرانك سوتون على موقع كينوبويسك (الروسية)